# Mrgastan
Mrgastan là một đô thị thuộc tỉnh Armavir, Armenia. Dân số ước tính năm 2011 là 1644 người.